# Gratis frente a libre

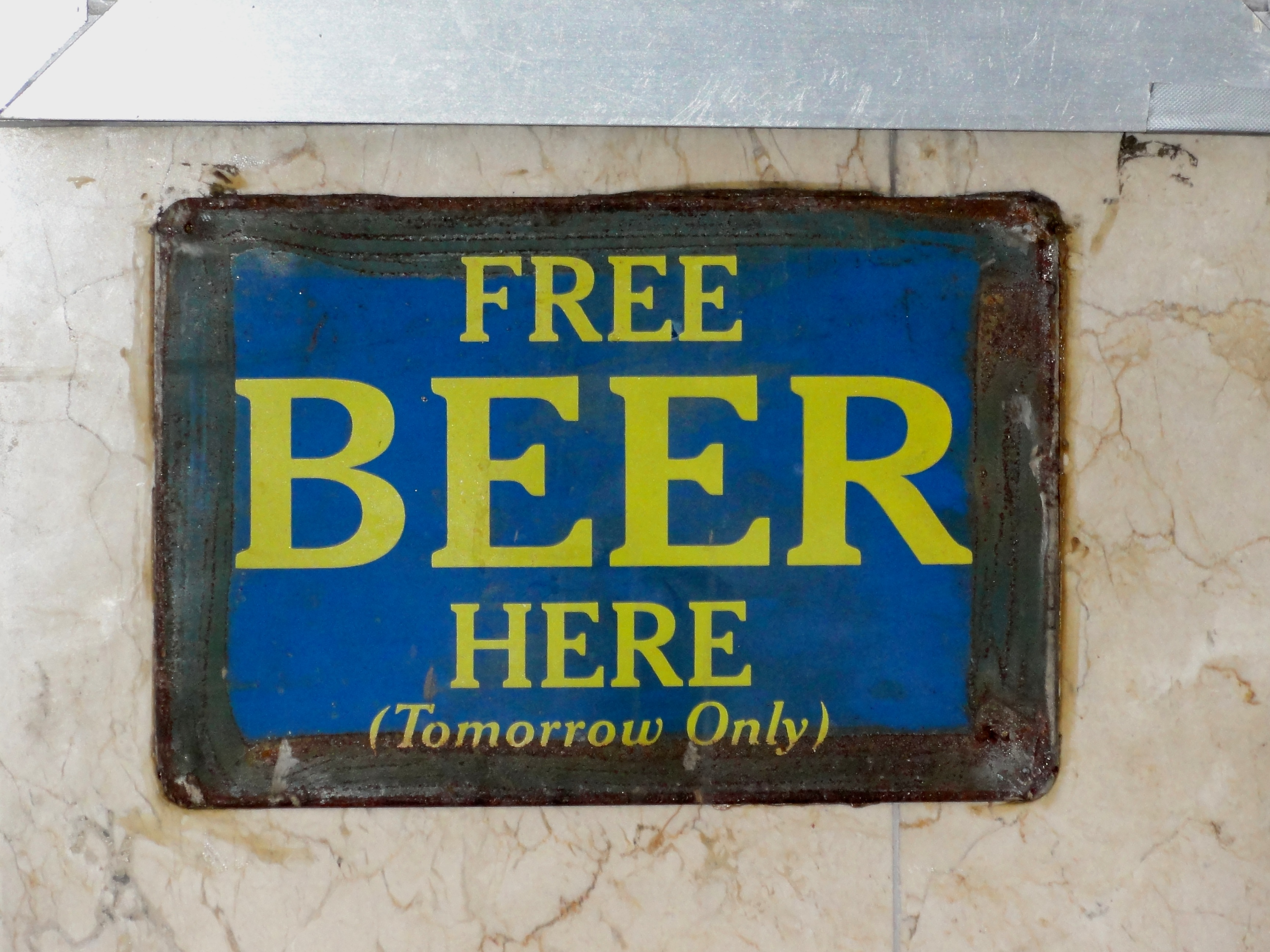
Anuncio de cerveza gratis. No está disponible hoy, pero sí mañana.

Gratis (a coste cero) y libre (sin restricciones) son dos acepciones del adjetivo inglés free. La ambigüedad de free puede ser problemática allá donde es importante la distinción, a menudo en el contexto de leyes sobre el uso de información, los derechos de autor y las patentes. De esta manera, en inglés se emplean a veces los términos de origen latino gratis y libre, en el mismo sentido en que se emplean en español, para distinguir estas dos acepciones.
Los términos gratis y libre se emplean generalmente para categorizar la propiedad intelectual, y en particular los programas informáticos, según las licencias y restricciones legales que se les aplican, en las comunidades de software libre y en el movimiento por la cultura libre. Por ejemplo, se emplean para diferenciar el freeware (programas gratuitos) del free software (programas libres). 
Richard Stallman resumió la diferencia en un eslogan: "Piense en free como en libertad de expresión, no como en cerveza gratis" ("Think free as in free speech, not free beer").
Más tarde, la FSF acuñó un eslogan más adecuado al castellano, como interpretación del anterior: "Piense en libre como en libre de expresión, no como en barra libre".